# Pseudorhaphitoma averina
Pseudorhaphitoma averina é uma espécie de gastrópode do gênero Pseudorhaphitoma, pertencente a família Mangeliidae.